# 46th Street
46th Street – stacja metra nowojorskiego, na linii E, M i R. Znajduje się w dzielnicy Queens, w Nowym Jorku i zlokalizowana jest pomiędzy stacjami Northern Boulevard i Steinway Street. Została otwarta 19 sierpnia 1933 roku.